# 王建枝
王建枝，华中科技大学同济医学院教授，主要从事脑老化与老年性痴呆等方面的研究。中国教育部第六批“长江学者”特聘教授，发表论文数百篇，拥有多项国家发明专利，曾获得中国国家自然科学奖等奖项。

## 学术兼职
担任《JAD》、《Neurosci Bull》、《Frontiers of Medicine》等杂志副主编，《Alz Res Ther》、《Neurochemical Research》、 《Adv Neurosci Res》等编委。主编《病理生理学》。